# Цъфтеж
Цъфтеж, в ботаническия смисъл, са цветовете на костилковите овощни дървета от род Сливи (Prunus) и на някои други растения с подобен външен вид, които цъфтят обилно за определен период от време през пролетта.
В разговорно отношение портокаловите цветове също се наричат така. Розови цветове има цъфтежа на праскови (включително [нектарини), повечето череши и някои бадеми. Бели цветове имат сливи, ябълки, портокали, някои череши и повечето бадеми.
Цветовете осигуряват прашец на опрашители като пчелите и инициират кръстосано опрашване, необходимо за дърветата да се възпроизвеждат, като произвеждат плодове.

## Билкова употреба
Древните финикийци използвали бадемови цветове с пчелен мед и урина като тоник и ги поръсвали в яхнии и каши, за да дадат мускулна сила. Натрошените венчелистчета се използват и като лапа върху кожни петна и се смесват с бананово масло за суха кожа и слънчево изгаряне.
От Китай и Югоизточна Азия най-ранните портокалови видове се придвижват на запад по търговските пътища.
През 17-ти век в Италия от прасковените цветове се изготвя лапа за натъртвания, обриви, екзема, ожулване и ужилване.
В древногръцката медицина сливовите цветове са били използвани за лечение на кървящи венци, язви в устата и стягане на отпуснатите зъби. Сливовите цветове, смесени с листа и цветя на градински чай, се използват в сливовото вино или сливовата ракия като вода за уста, за да се успокоят болките в гърлото и заболявания на устата и да се подслади лошия дъх.

## Галерия
- Цъфтеж на ябълка
- Цъфтеж на круша
- Цъфтеж на слива
- Цъфтеж на праскова
- Цъфтеж на кайсия
- Цъфтеж на Ziziphus
- Цъфтеж на лимон
- Цъфтеж на къпина
- Цъфтеж на ягода